# Cité El Khadra

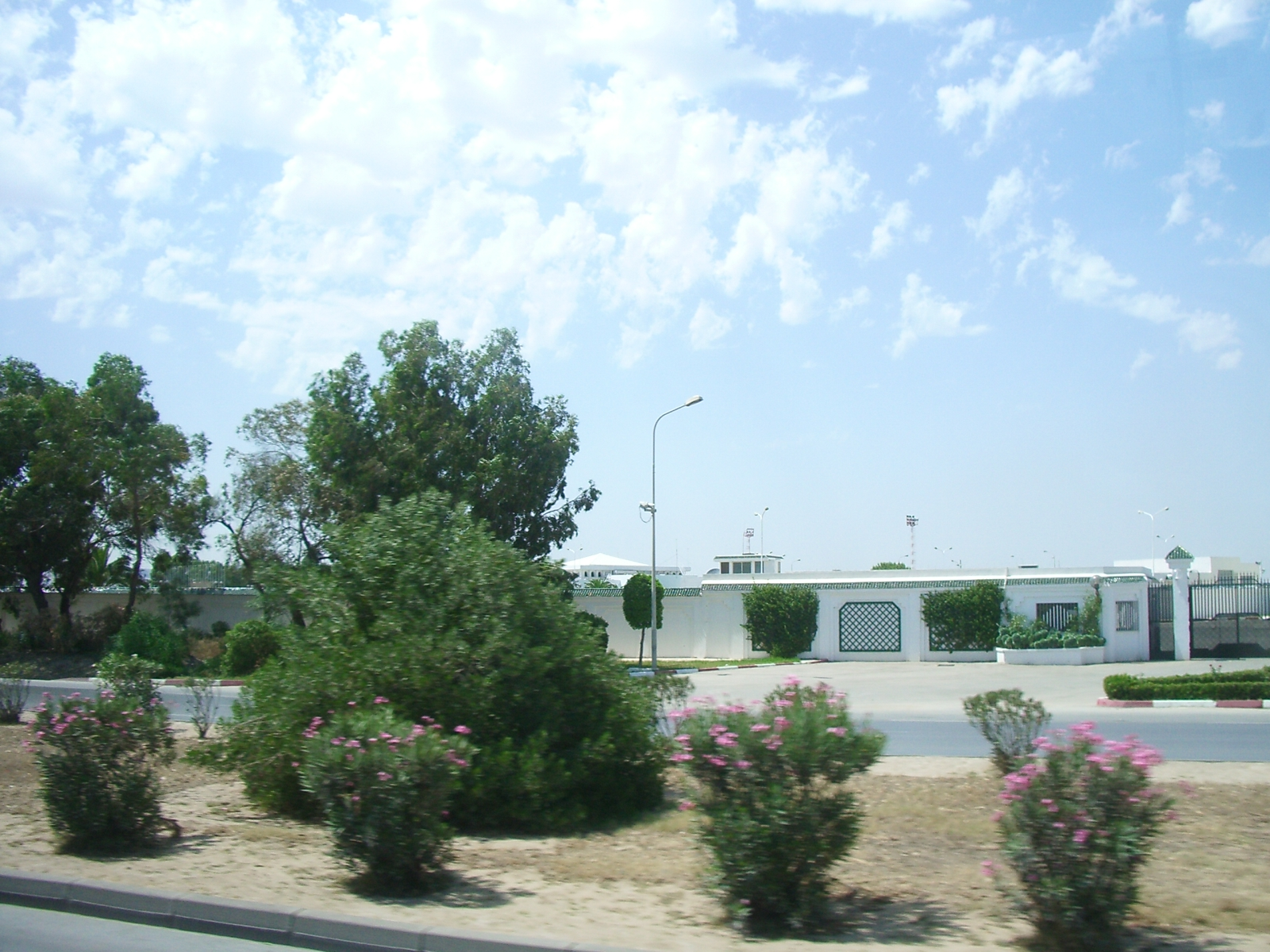
Aeroport de Tunis al costat de Cité El Khadra

Cité El Khadra (àrab: حي الخضراء, Ḥayy al-Ḫaḍrāʾ La Ciutat Verda) és delegació o mutamadiyya de la governació de Tunis que, de fet, és un barri del nord-est de la ciutat de Tunis. És un barri residencial situat al nord del Llac de Tunis, en terrenys dessecats d'aquest llacs en els quals també es va construir l'aeroport després de la independència. A causa de la proximitat a l'aeroport la ciutat no ha tingut un gran creixement. És capçalera d'una delegació amb només 35.760 habitants, tot i estar pràcticament unida a Tunis.

## Administració
Com a delegació o mutamadiyya, duu el codi geogràfic 11 59 (ISO 3166-2:TN-12) i està dividida en vuit sectors o imades:
- Cité El Khadra (11 59 51)
- Cité Jardin (11 59 52)
- Ech-Charguia (11 59 53)
- Khéreiddine Pacha (11 59 54)
- Ali Belhouane (11 59 55)
- Farhat Hached (11 59 56)
- El Bouhaira (11 59 57)
- Cité Essalem (11 59 58)

Al mateix temps, constitueix una de les circumscripcions o dàïres, amb codi geogràfic 11 11 18, de la municipalitat o baladiyya de Tunis (codi geogràfic 11 11).